# Holohvastî, Iarmolînți
Holohvastî (în ucraineană Голохвасти) este un sat în comuna Antonivți din raionul Iarmolînți, regiunea Hmelnîțkîi, Ucraina.

## Demografie
Componența lingvistică a localității Holohvastî
     Ucraineană (98,09%)
     Rusă (1,91%)
Conform recensământului din 2001, majoritatea populației localității Holohvastî era vorbitoare de ucraineană (98,09%), existând în minoritate și vorbitori de rusă (1,91%).